# Denise Picavet
Denise Picavet est une française, née Denise Borges le 1er février 1947, championne de France de lutte sans interruption entre 1976 et 1983, qui a œuvré avec son mari Claude Picavet au développement et à la reconnaissance officielle de la lutte féminine,.

## Biographie
Denise Borges découvre la lutte alors qu'elle habite à Tourcoing dans le Nord. Le Journal La Voix des Sports publie En octobre 1973 un article sur le Club de lutte Hercule de Calonne Ricouart, doublement affilié à la Fédération française de lutte et à la Fédération sportive et gymnique du travail, cette dernière prônant un accès égal à tous les sports pour les hommes et les femmes.
En 1976, elle fonde avec son mari le premier club de lutte alors entièrement féminin, L’union Tourquennoise de Lutte  (UTL) qui fusionne en 1977 avec le club masculin de la ville en gardant le nom de ce dernier, le Lutteur Club de Tourcoing (LCT). Ce club a formé douze championnes du monde dans la discipline. 
En 1982, Denise crée un tournoi international de lutte féminine. C'était le début de plusieurs rencontres de lutte jusqu'à faire reconnaitre ce sport au féminin par la fédération internationale de lutte amateur (FILA).
Après sa retraite sportive, Denise Picavet continua à s'investir pour le développement de la lutte féminine, et occupa différents postes à responsabilité au sein de la Fédération française de lutte (FFL) dont elle avait été directeur de 1981 à 1987.
Denise PICAVET a survécu la mort de son mari, et assiste encore aux succès des lutteurs et lutteuses de son club. 